# Max Kellmayer
Max Kellmayer (* 29. Juli 1901 in Spiesen, Saarland; † 19. November 1971 in Emmendingen) war ein deutscher Kaufmann und Politiker. Er war in der Zeit des Nationalsozialismus Bürgermeister von Waldkirch (1933–1945).
Kellmayer war Kaufmann in Waldkirch und nach Kriegsende als Reisevertreter tätig.
Er trat zum 1. November 1930 der NSDAP bei (Mitgliedsnummer 359.270) und war Kreisleiter. 1933 wurde er nach der nationalsozialistischen Machtergreifung Nachfolger von Carl Eberle (Zentrum), der seit 1919 Bürgermeister von Waldkirch gewesen war.
Kellmayer war bekannt als fanatischer Nazi und Antisemit; in den 1930er Jahren lieferte er sich einen Kampf um die Führungsposition der NSDAP in Waldkirch mit Karl Jäger (1888–1959), SS-Standartenführer und Organisator des späteren Holocausts in Litauen.
1939 benannte er als Kriegspropaganda in Absprache mit dem Schulleiter die örtliche Volksschule in „Paul-Mauk-Schule“ um – nach einem 14-jährigen Waldkircher Kriegsfreiwilligen, der im Ersten Weltkrieg gefallen war.
Nach Kriegsende wurde Max Kellmayer zunächst zu einer Haftstrafe verurteilt und kam nach 3 Jahren und 3 Monaten frei. Anschließend versuchte er, bei der Stadt Waldkirch eine Anstellung einzuklagen, hatte damit aber keinen Erfolg. 1957 war er parteiloser Kandidat bei der Bürgermeisterwahl in Waldkirch und errang 35,2 Prozent der Stimmen, damit erreichte er den zweiten Platz hinter dem gewählten Ernst Prestel.
2017 tauchten „zwei umfangreiche Schriftenbündel“ mit Briefen von Frontsoldaten an Kellmayer aus dem Zweiten Weltkrieg auf.